# Biblioteca delle Nuvole
La Biblioteca delle Nuvole di Perugia, è una delle più grandi biblioteche comunali in Italia specializzata unicamente in fumetti ed illustrazione.

## Storia
All'apertura conteneva circa 25.000 volumi e disponeva di una banca dati consultabile in rete. Al 2014 il patrimonio della biblioteca è costituito da oltre 50.000 pezzi tra albi e riviste a fumetti, libri a fumetti ed illustrati, libri d'arte, grafica, graphic design, manualistica relativa al disegno ed alle arti visive. 
La maggior parte dei volumi della biblioteca proviene dalla collezione personale di Claudio Ferracci, fondatore e referente, che l'ha ceduta in comodato prima all'associazione, a cominciare dalla fine degli anni '90, ed in seguito al Comune di Perugia tramite convenzione, come rilasciato in diverse interviste per testate locali. Collezione che si è arricchita notevolmente nel corso degli anni con numerosissime donazioni.
È stata inaugurata il 27 giugno 2002 alla presenza dell'allora sindaco Renato Locchi e degli allora assessori Wladimiro Boccali, Ornella Bellini e Anna Calabro. Per l'occasione venne allestita una mostra di disegni originali “I nostri eroi” dell'artista argentino Oscar Chichoni.
Nel 2005 assieme ad altre sei biblioteche entra a far parte del Sistema bibliotecario comunale di Perugia attraverso un comodato gratuito del patrimonio librario condizionato alla permanenza di attività di biblioteca pubblica in loco sostenuta dai volontari dell'Associazione culturale ''Umbria Fumetto'', fondata nel 1993 dallo stesso Claudio Ferracci e che svolgeva già dai primi anni '90 corsi di disegno e tecnica del fumetto gratuiti per adulti, ed in seguito ha continuato ed ampliato questa attività nei locali della biblioteca e grazie alla collaborazione dello stesso Comune di Perugia che aveva messo a disposizione i locali dell'ex biblioteca di Madonna Alta, dismessa da anni.

## La sede
La biblioteca è stata ospitata presso i locali al piano terra di un edificio scolastico dal 2002 al 2020. Dal settembre 2020 la biblioteca ha sede in Piazza Vittorio Veneto, davanti alla Stazione di Perugia di Fontivegge a seguito della concessione dello spazio dell'ex "Binario 5" coworking della stessa Fontivegge. L'inaugurazione ufficiale della nuova e definitiva sede è stata il 19 novembre 2021 alla presenza degli assessori Leonardo Varasano e Gabriele Giottoli (tra gli ospiti, Claudia Bovini della casa editrice Star Comics ed il giornalista, critico e storico del fumetto Luca Boschi).
Nell’occasione è stato presentato il nuovo “Centro Studi sul fumetto e la narrativa disegnata” dedicato alla figura di Romano Calisi (1931-1975), antropologo, pedagogista e intellettuale tra i pionieri dello studio del medium e del suo utilizzo nella didattica, prematuramente scomparso.

## L'organizzazione degli spazi e delle raccolte
La biblioteca si sviluppa attualmente su un unico piano terreno si trovano le funzioni dedicate all'ospitalità, alle informazioni, al prestito, all'emeroteca e ai documenti multimediali. Il posseduto è attualmente suddiviso in quattro sezioni: saggistica, artisti, libri illustrati, case editrici e seriali. Tutto il materiale è disposto a scaffale aperto, ed è direttamente fruibile dagli utenti per la consultazione in sede e il prestito. Inoltre è disponibile la navigazione internet libera e gratuita tramite pc personale o in modalità Wi-Fi con propri dispositivi mobili.
Grazie al comodato con la Rete del Polo Comunale di Perugia, la banca dati, in continuo e costante aggiornamento, contiene ad oggi circa 5.000 schede bibliografiche ed è allacciata al sistema OPAC con riversamento su Servizio bibliotecario nazionale (SBN).

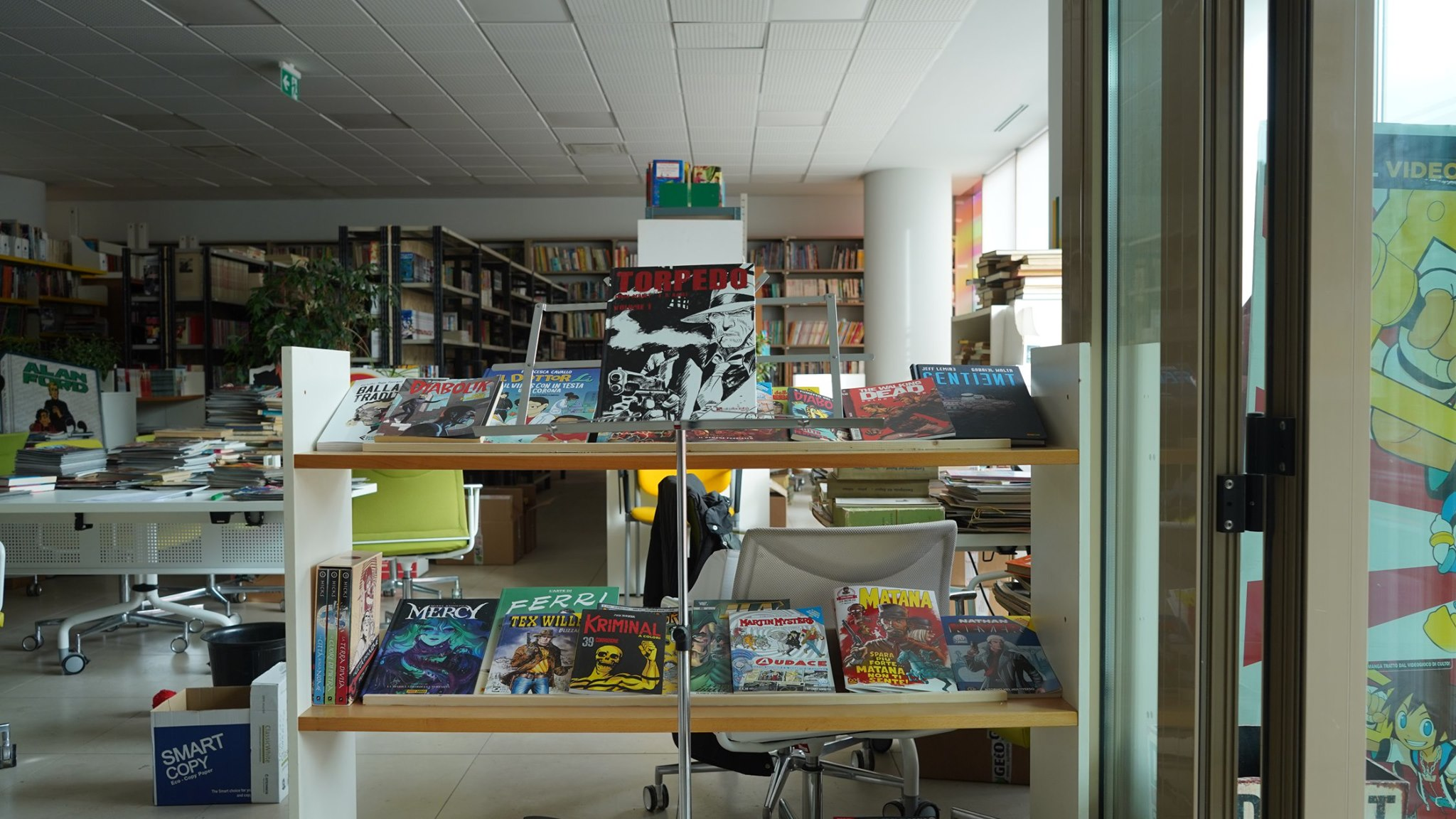
Biblioteca delle Nuvole di Perugia, atrio con fumetti in esposizione

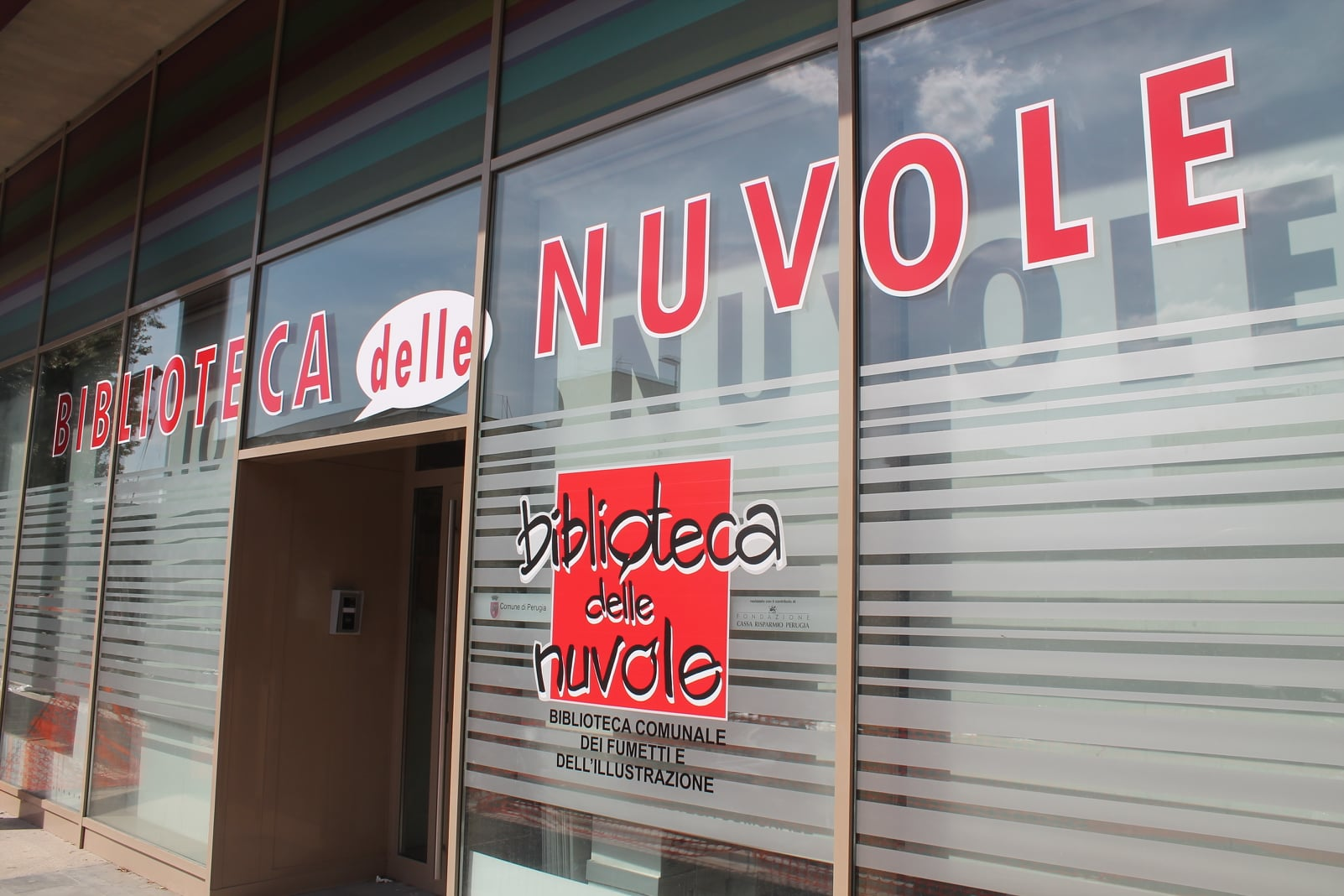
Biblioteca delle Nuvole, la sede nuova

## Attività
I soci della biblioteca alla fine del 2013 sono arrivati a 1600. Il servizio di consultazione e prestito è completamente gratuito ed è garantito non solo ai soci ma anche a tutti i possessori della tessera unica delle biblioteche comunali di Perugia ed il catalogo riversa nel Servizio bibliotecario nazionale. I servizi offerti dalla Biblioteca sono descritti nelle pagine istituzionali e la Biblioteca fa parte del sistema bibliotecario perugino.
Oggi la biblioteca offre:
- presentazione di pubblicazioni e gli incontri con autori
- progettazione e realizzazione di mostre espositive, eventi, nel territorio comunale e fuori
- consulenza ed il prestito di materiali rari ad editori nazionali
- assistenza a studenti per tesi di laurea
- didattica del fumetto nelle scuole ed in biblioteca
- collaborazione con tutte le riviste specializzate di settore
- progettazione e partecipazione ad un bando regionale per la promozione della creatività giovanile
- offre attraverso il proprio personale volontario consigli di lettura sulle storie a fumetti pubblicate nei volumi ospitati presso i suoi locali

La Biblioteca ha partecipato e partecipa attivamente a manifestazioni, fiere, festival ed eventi fumettistici nazionali, come il Lucca Comics & Games, Orvieto Comics, Tiferno Comics, collabora con realtà quali il WOW Spazio Fumetto, il Museo della caricatura e dei cartoni animati di Basilea, ed ha avuto modo di ospitare più volte artisti quali Milo Manara, Vittorio Giardino, Paolo Eleuteri Serpieri e diversi altri.